# ガルフストリーム G650
ガルフストリーム G650
ガルフストリーム G650
- 用途：ビジネスジェット
- 製造者：ガルフストリーム・エアロスペース
- 初飛行：2009年11月25日
- 生産数：400機（2019年12月時点)[1]
- 運用状況：運用中
- ユニットコスト：
6,661万 USドル (G650)
6,868万 USドル (G650ER)

ガルフストリーム G650 (Gulfstream G650) は、アメリカのガルフストリーム・エアロスペースが生産する双発のビジネスジェットである。最高速度はマッハ0.925で、最大乗客数は19人。航続距離はマッハ0.85での巡航飛行時には12,964km(7,000海里)である。G650の計画は2005年に始まり、2008年に公表された後、2012年に型式証明を取得して引渡しが始まった。
2014年からは、燃料搭載量を増やして航続距離を13,900km(7,500海里)に延ばしたG650ERが販売されている。また、さらに改良されたG700が2022年に市場投入されることが発表されている。

## 開発

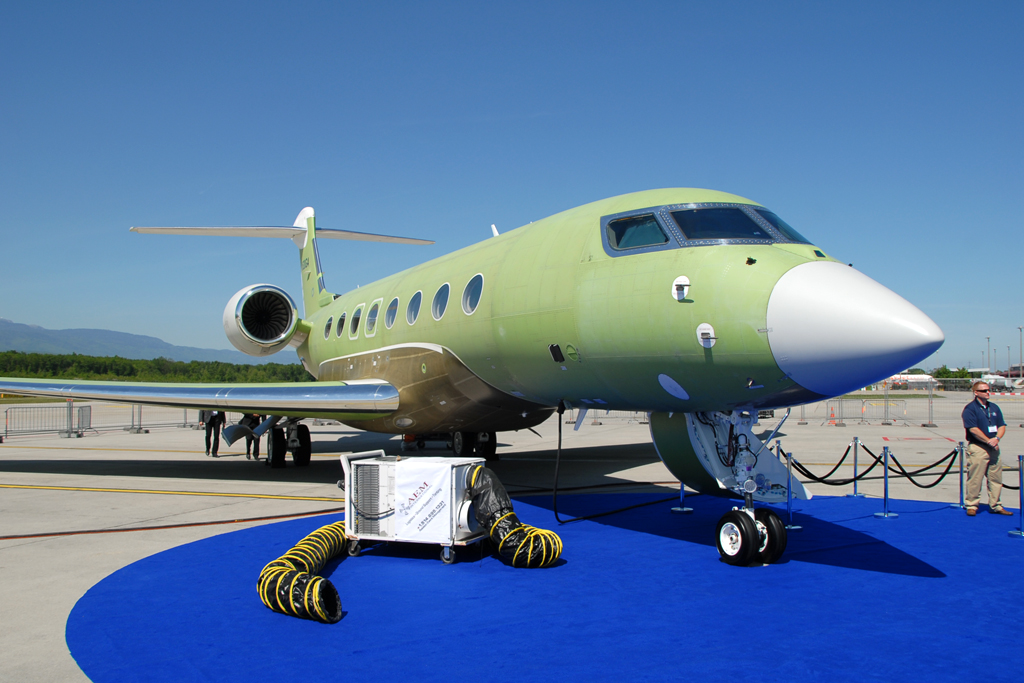
2012年のEBACEで展示された未塗装のプロトタイプ

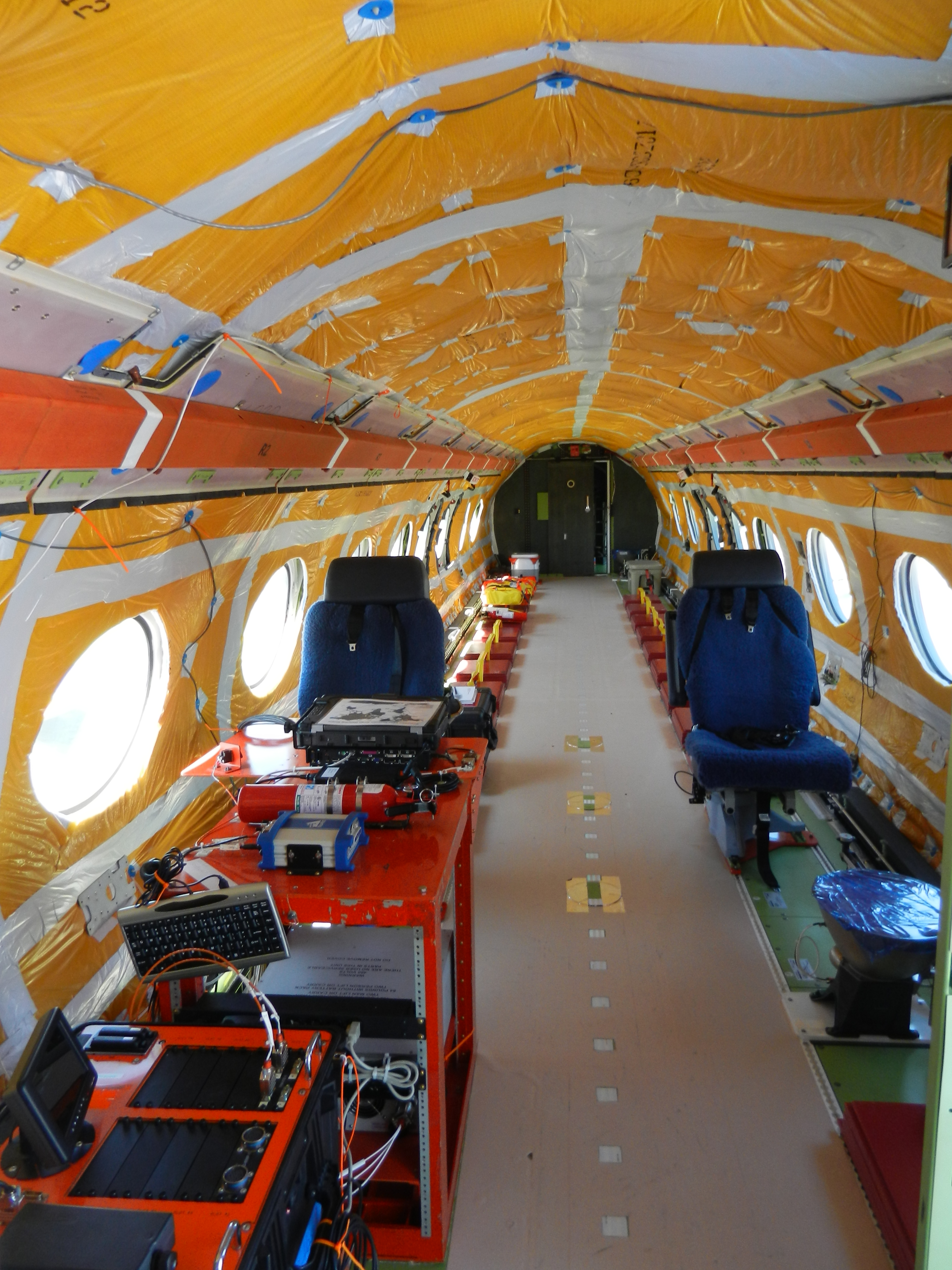
プロトタイプのキャビン

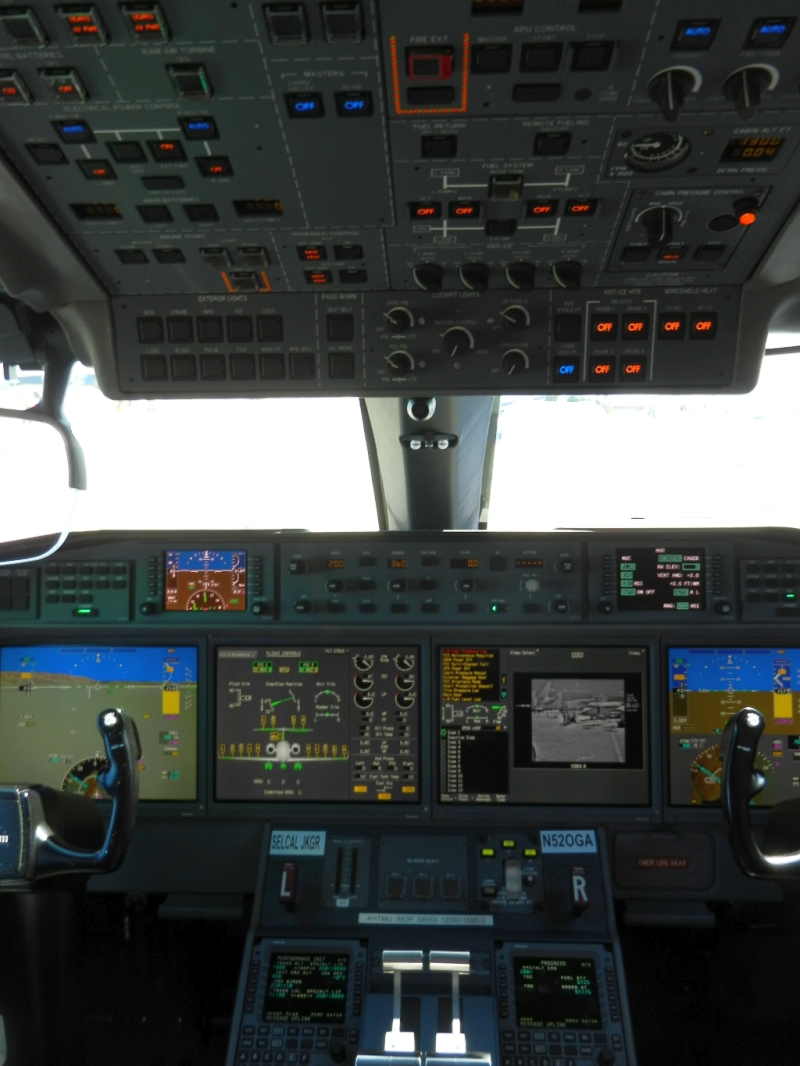
G650のコックピット

ガルフストリームG650は、2005年5月に社内プロジェクトとして公式に開始され、2008年3月13日に公表された。公表の際、ガルフストリーム社の幹部は、「新モデルは市場投入する当社の最大最速、そして最も高価なビジネスジェットになるだろう」と述べた。
翼のデザインは2006年に仕上がり、計1,400時間の風洞実験が2008年までに完了した。気圧試験用の胴体が作られ、最大気圧18.37psiを含む実験が行われた。
G650は2009年9月26日に、初めて自分の動力で地上を移動した。そして同年9月29日に一般披露の祝典が開かれ、11月25日に初飛行を行った。
最大運用速度（マッハ0.925）の飛行試験が、2010年5月2日に実施された。また、1800時間に及ぶ飛行試験計画の一部として、降下時にマッハ0.995の最大速度を達成したと、同年8月26日に公表された。2011年4月に、G650は離陸直後に墜落した。原因は、片側エンジンを停止させた状態で離陸しようとした際のスピードにあると判断された。G650の他の試験機は、試験飛行に戻ることが許された2011年5月28日まで地上に留まらざるを得なかった。
2012年9月7日、G650はアメリカのFAA（連邦航空局）から型式証明を受けた。その際の公式なモデル名はGulfstream GVIだった。最初のデリバリーは、2012年12月27日にPreston Hennというアメリカの顧客に行われた。
2013年時点ではG650の定価は6,450万ドルだったが、デリバリーを待つ顧客リストは既に3年待ちになっていた。2013年にデリバリーされたいくつかの機体は、すぐにデリバリーを受けたい買い手に7,000万ドル以上の値段で転売された。
G650は「航空機の性能、客室の快適さ、安全性に重要な技術的進歩をもたらし、ビジネスジェット業界をより強固にした」として、2014年にCollier Trophyを受賞している。
2014年5月には、ガルフストリームはG650がアメリカ空軍のE-8C JSTARS（空対地の監視・ターゲティング機）の更新に提供されるだろうと認めた。その更新の要件は、10～13人が搭乗でき、胴体の下に長さが3.9～6mのレーダーを搭載できることを求めている。

## デザイン

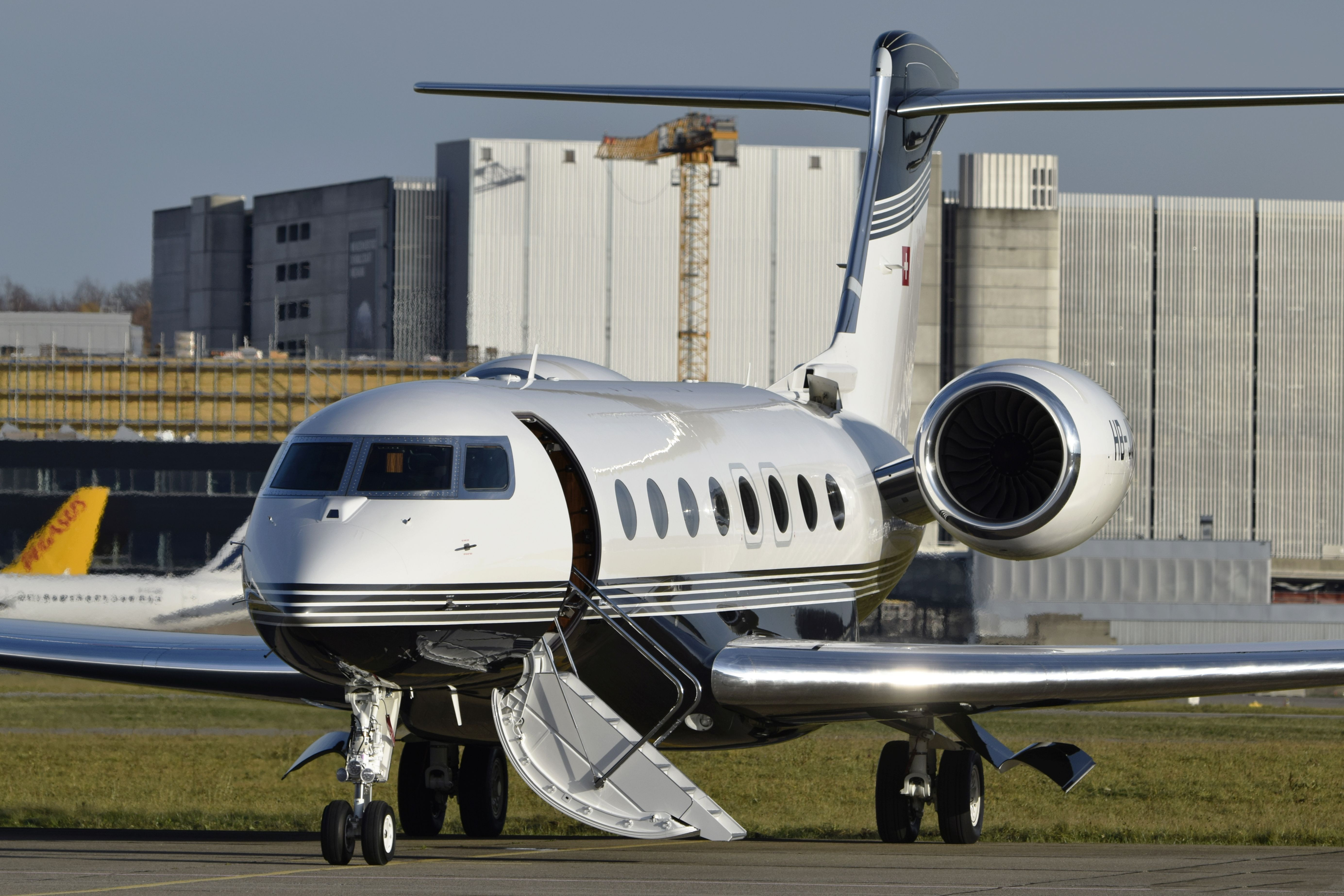
搭乗口を開いたG650

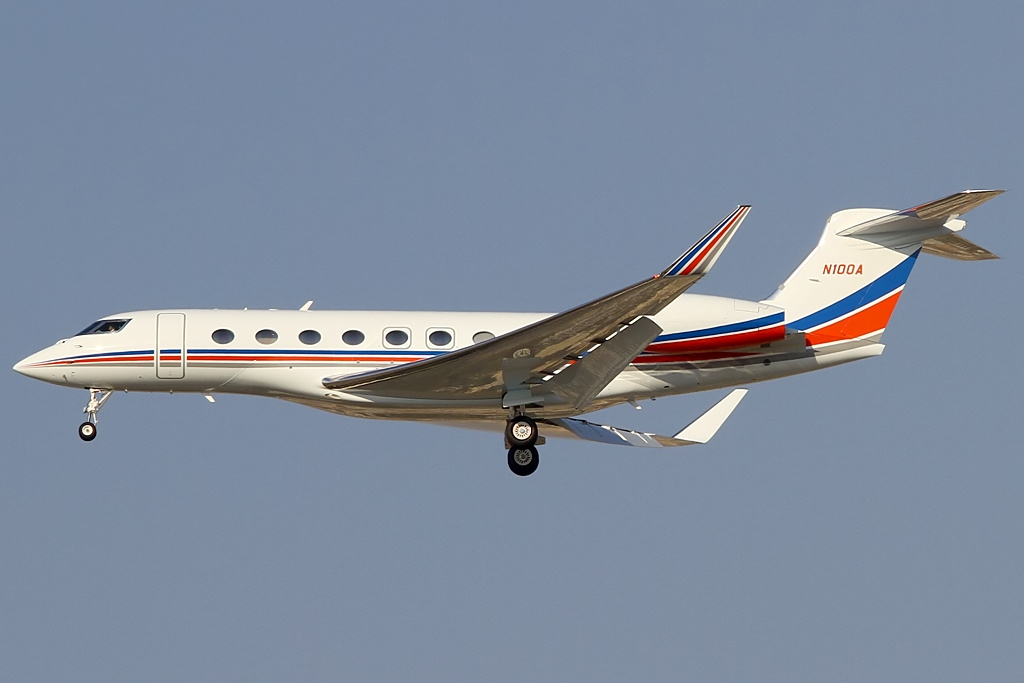
飛行中のG650

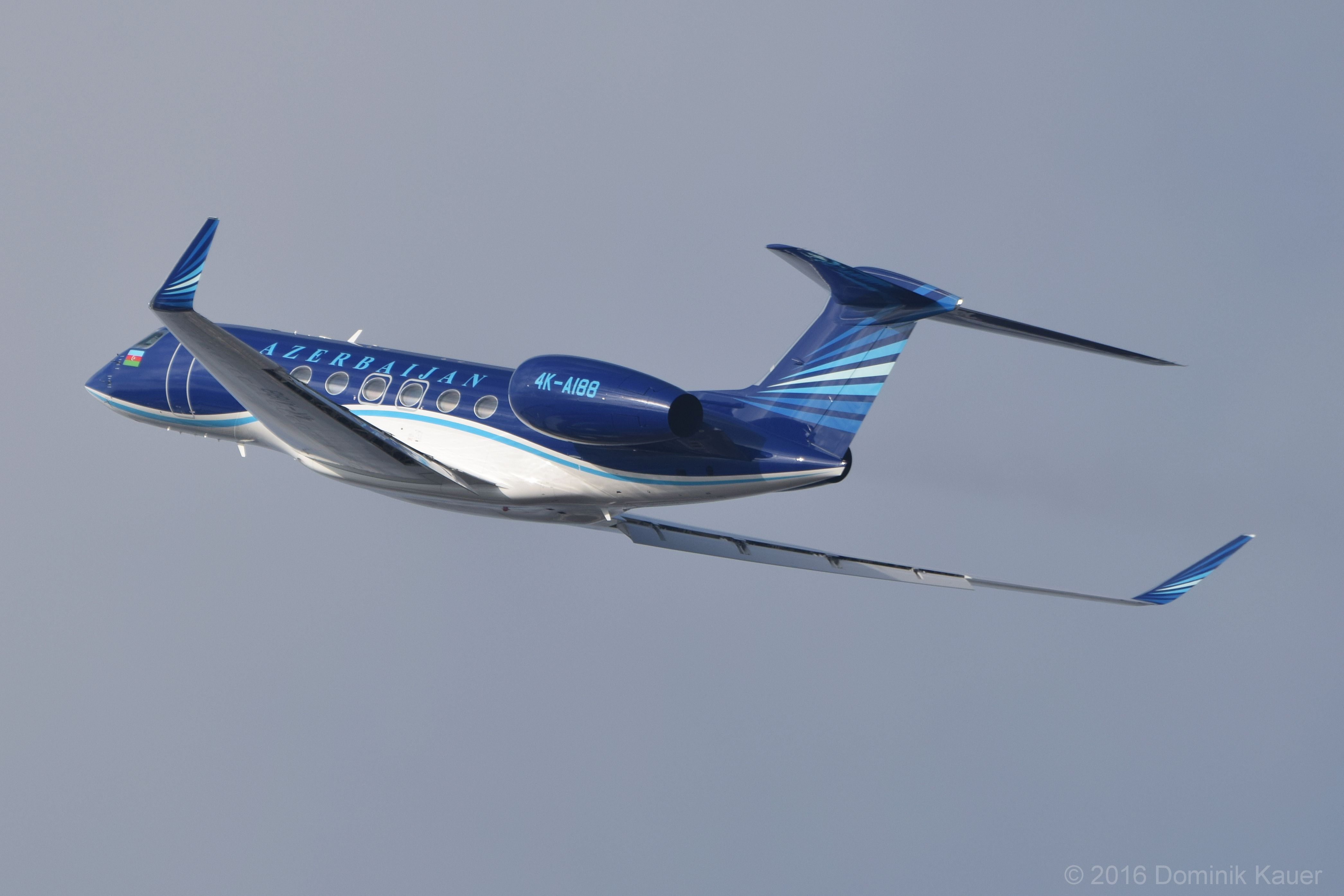
離陸するG650

G650は、最大速度がマッハ0.925、巡航速度がマッハ0.85～0.9、航続距離が最大13,000km（7,000海里）である。また、フル装備のキッチンとバーを持ち、衛星電話や無線インターネットなどの多様なエンターテイメント機能を装備できる。同機は、二つのロールスロイス製BR725エンジンを搭載し、各エンジンが17,000ポンド（75.6kN）の最大推力を生み出す。ガルフストリーム社は、同機は重量が45.4t（100,000 lb）を下回るので、世界中で混雑空港を避け、小規模の空港に着陸可能であると述べている。
ガルフストリームのデザイナーは、内部容積を有効利用するため、円形の胴体を用いることを拒み、底部が平らな楕円型を支持した。キャビンは、幅が2.59m（8ft 6in）、高さが1.96m（6ft 5in）あり、11～18人の乗客を乗せる構成に適している。胴体は金属製で、尾翼やウィングレット、後部圧力隔壁、エンジンのカウリング、キャビンの床構造、多くのフェアリングには複合材が用いられている。胴体の各側面に8個ずつある卵形の窓は、幅が71cm（28in）ある。パネルはリベット接合ではなく接着が用いられ、G550に比べてパーツ数が減っている。
翼の後退角は、従来のガルフストリーム機（例えばG550の翼なら27度）に比べて、より大きな36度になっている。最先端の高揚力装置は用いず、後部のフラップ支持材は翼の輪郭の中に完全に格納されている。翼の前面は連続的に変化する曲線状で、翼の形は付け根からウィングレットを含む先端まで連続的に変化している。
機体制御は完全にフライ・バイ・ワイヤになっており、パイロットと動翼の間に機械的な制御は存在しない。動翼は二重の油圧系統で動かされる。G650は、G550と共通の型式限定を得るために、G550の操縦桿を共用している。多くの旅客機はフライ・バイ・ワイヤを用いているが、ビジネス・ジェットでは、G650はダッソーのファルコン 7Xに次ぐ2番目の導入であり、エンブラエルのレガシー 500が3番目である。

## 派生機

### G650ER
ガルフストリーム G650ERはG650の燃料搭載量を増やして航続距離を伸ばしたモデルである。
ガルフストリーム社は2014年5月18日にEBACE(ヨーロッパ・ビジネス航空博覧会)でG650ERを公表した。ERはExtended-Rangeの略で、マッハ0.85での飛行時には航続距離はノーマルのG650よりも900km(500海里)長い13,900km(7,500海里)になった。G650ERは2014年10月に型式証明を受け、11月に初号機が顧客に引き渡された。
G650ERはその航続距離を活かし、様々な記録を作ってきた。モデル公表前の2014年3月には、往路はロサンゼルスからオーストラリアのメルボルンまで12,866kmを平均速度マッハ0.86で14時間58分かけて飛んだ。帰路は香港からニュージャージー州のテターボロまで13,879kmを平均速度マッハ0.865で14時間7分かけて飛び、いずれもその区間の最短記録となった。また、この飛行能力により、ビジネスジェットでは初めて西ヨーロッパからオーストラリアまでノンストップで到達可能となった。
その後、G650ERは地球を一周する最短記録を作った。往路はニューヨークから北京まで東方向へ平均速度マッハ0.87で13時間20分かけて飛び、帰路は北京からジョージア州のサバンナまで東方向へ平均速度マッハ0.89で12時間かけて飛んだ。さらにG650ERは2019年7月9日から11日にかけて、北極と南極を飛ぶ極方向の地球1周飛行の最短記録を作った。これはフロリダのケネディ宇宙センターを離陸し、途中でカザフスタン、モーリシャス、チリで給油してケネディ宇宙センターに戻る合計40,170km、46時間39分の飛行だった。これにより、2008年にボンバルディアのグローバル・エクスプレスが作った52時間32分の最短記録を更新した。
2014年の価格は6,650万ドルだった。既存のG650は燃料システムを変更することでG650ERに改修できるが、その改修には200万ドルかかる。

### G700
ガルフストリーム G700はガルフストリーム社のフラッグシップとなるモデルで、13,890km(7,500海里)以上の航続距離を持ち、最高速度マッハ0.925で飛行できる。G700は2019年10月21日、ラスベガスで開かれたNBAA(全米ビジネス航空協会)総会で発表され、キャビンのモックアップが展示された。2022年に市場投入される予定で、価格は7,500万ドルである。
G700の機体先端部と翼はG650と同じだが、胴体は3mほど延長されている。コックピットはG500/600のものを流用しているため、パイロットの型式限定はG500/600と同じである。尾部とウィングレットは新設計で、エンジンには新型のロールスロイス製パール700エンジンを用いる。アビオニクスには最新のEVSを備えており、視界が悪くてもEVSによる着陸が可能である。また、滑走路のオーバーランを防ぐため、現在の条件下で滑走路のどこに停止するかを予測表示できるシステムも備えている。キャビンはG650よりも3mほど延長されたため、居住区画は1つ増えて5区画になった。
2020年2月14日、G700の試験機T1が2時間32分の初飛行を行った。飛行試験には5機の試験機が用いられる予定で、いずれも生産は完了している。
2024年3月29日、ガルフストリーム社はG700がアメリカ連邦航空局（FAA）の型式証明を取得したと発表した。
2024年5月15日、ガルフストリーム社はG700が欧州航空安全機関(EASA)の型式証明を取得したと発表した。

## 事故
2011年4月2日、G650の試験2号機がニューメキシコ州のロズウェル国際航空センターから離陸する際に墜落し、搭乗していた4人のガルフストリーム社員（二人のパイロットと二人の試験エンジニア）が死亡した。その機は、右エンジンの推力を失うトラブルをシミュレーションする離陸性能試験を行っていた。G650は、右翼端を滑走路にぶつける前、高角度の迎え角で飛ぶ状態になっていた。そして地上を滑り、火に包まれた。
NTSB（国家運輸安全委員会）は、適切に加速して離陸速度を確保するのに失敗したことと、低すぎるV2速度を何とかしようと積極的に試みたことによって、機体の空力的失速を招いたことが墜落原因であると結論づけた。事故の後、ガルフストリーム社は、G650のV2速度を時速250km（135ノット）から時速280km（150ノット）に引き上げた。NTSBは、ガルフストリーム社が情報を提供しないと批判したが、同社は否定した。NTSBは、調査中のガルフストリーム社の法律顧問の使い方についても批判した。

## 運用国

### 軍用
- ガボン - 2024年時点で、ガボン空軍が1機のG650ERを保有[39]。

## スペック
| モデル                                   | G650                                            | G650ER                                          |
| ---------------------------------------- | ----------------------------------------------- | ----------------------------------------------- |
| 乗員                                     | パイロット2名+予備パイロット1名+アテンダント1名 | パイロット2名+予備パイロット1名+アテンダント1名 |
| 乗客数                                   | 最大19名                                        | 最大19名                                        |
| 全長                                     | 30.41 m (99 ft 9 in)                            | 30.41 m (99 ft 9 in)                            |
| 全幅                                     | 30.36 m (99 ft 7 in)                            | 30.36 m (99 ft 7 in)                            |
| 全高                                     | 7.82 m (25 ft 8 in)                             | 7.82 m (25 ft 8 in)                             |
| 最大離陸重量                             | 45,178 kg (99,600 lb)                           | 46,992 kg (103,600 lb)                          |
| 最大着陸重量                             | 37,875 kg (83,500 lb)                           | 37,875 kg (83,500 lb)                           |
| 最大 無燃料重量                          | 27,442 kg (60,500 lb)                           | 27,442 kg (60,500 lb)                           |
| 基本運航重量                             | 24,494 kg (54,000 lb)、乗員4名                  | 24,494 kg (54,000 lb)、乗員4名                  |
| 最大積載量                               | 2,948 kg (6,500 lb)                             | 2,948 kg (6,500 lb)                             |
| 最大燃料時の積載量                       | 816 kg (1,800 lb)                               | 816 kg (1,800 lb)                               |
| 最大燃料                                 | 20,049 kg (44,200 lb)                           | 21,863 kg (48,200 lb)                           |
| エンジン（ターボファン）(2×)             | ロールスロイス製 BR725                          | ロールスロイス製 BR725                          |
| 離陸推力 (2×)                            | 75.20 kN (16,900 lb)                            | 75.20 kN (16,900 lb)                            |
| 航続距離 (マッハ 0.85、乗客8名、乗員4名) | 12,964 km (7,000海里)                           | 13,890 km (7,500海里)                           |
| 高速巡航時の速度                         | マッハ 0.90、956 km/h (516 kn/h)                | マッハ 0.90、956 km/h (516 kn/h)                |
| 長距離巡航時の速度                       | マッハ 0.85、904 km/h (488 kn/h)                | マッハ 0.85、904 km/h (488 kn/h)                |
| 最高速度                                 | マッハ 0.925、982 km/h (530 kn/h)               | マッハ 0.925、982 km/h (530 kn/h)               |
| 離陸距離(SL, ISA, MTOW)                  | 1,786 m (5,858 ft)                              | 1,920 m (6,299 ft)                              |
| 着陸距離(SL, ISA, MLW)                   | 不明                                            | 914 m (3,000 ft)                                |
| 初期巡航高度                             | 12,497 m (41,000 ft)                            | 12,497 m (41,000 ft)                            |
| 最大巡航高度                             | 15,545 m (51,000 ft)                            | 15,545 m (51,000 ft)                            |
| キャビン 長                              | 14.27 m (46 ft 10 in)                           | 14.27 m (46 ft 10 in)                           |
| キャビン 高                              | 1.96 m (6 ft 5 in)                              | 1.96 m (6 ft 5 in)                              |
| キャビン 幅                              | 2.59 m (8 ft 6 in)                              | 2.59 m (8 ft 6 in)                              |
| キャビン 容積                            | 60.54 m3 (2,138 ft3)                            | 60.54 m3 (2,138 ft3)                            |
| 荷物室                                   | 5.52 m3 (195 ft3)                               | 5.52 m3 (195 ft3)                               |

## 参照
1. ↑  Chad Trautvetter. (December 6, 2019), "Gulfstream Delivers 400th G650 Family Twinjet", AIN online. (2019年12月7日閲覧).
2. ↑  "Gulfstream Introduces the All-New Gulfstream G650". Gulfstream, March 13, 2008. (2017年8月10日閲覧).
3. ↑  "Gulfstream Introduces The New G650ER : Aircraft Now The World’s Longest-Range Business Jet", Gulfstream, May 19, 2014. (2017年8月10日閲覧).
4. 1 2 3  Trautvetter, Chad (2019年10月21日). “Gulfstream Ups the Ante with New G700 Flagship”.   AIN online. 2019年10月22日閲覧。
5. ↑  New Gulfstream, Flying Magazine, Vol.135, No.5, May 2008, p.52.
6. ↑  Flying Magazine, Vol.135, No.5, May 2008, p.56.
7. ↑  “Photo Exclusive: The Gulfstream G650”.   The Enterprise Report.com (2009年9月27日). 2017年8月10日閲覧。
8. ↑  “Gulfstream Aerospace Rolls out New Flagship Aircraft, The All-New Gulfstream G650”.   Gulfstream (2009年9月29日). 2017年8月10日閲覧。
9. ↑  “New Gulfstream G650 Completes First Flight”.   Gulfstream (2009年11月25日). 2017年8月10日閲覧。
10. ↑  “Gulfstream G650 Flies at Mach 0.925”.   Gulfstream (2010年5月3日). 2017年8月10日閲覧。
11. ↑  “Gulfstream G650 Reaches Mach 0.995 : Accomplishment Establishes G650 As World's Fastest Civil Aircraft”.   Gulfstream (2010年8月26日). 2017年8月10日閲覧。
12. ↑  “Gulfstream Resumes G650 Flight Testing”.   Gulfstream (2011年5月28日). 2017年8月10日閲覧。
13. ↑  Whitfield, Bethany (2011年6月1日). “Gulfstream G650 Flight Testing Resumes Two Months After Fatal Crash”.   Flying Magazine. 2017年8月10日閲覧。
14. ↑  “Gulfstream G650 Receives Type Certificate”.   Gulfstream (2012年9月7日). 2017年8月10日閲覧。
15. ↑  “FAA Type Certificate No. T00015AT, Revision 4; Gulfstream GVI” (PDF). 2017年8月10日閲覧。
16. ↑  “'Redneck' speed freak buys super-fast jet”.   CNN. 2017年8月10日閲覧。
17. ↑  “Gulfstream Begins Delivering Outfitted G650 Aircraft”.   Gulfstream (2012年12月20日). 2017年8月10日閲覧。
18. ↑  Alasdair, Whyte (2013年11月18日). “Speculating on business jets”.   Corporate Jet Investor. 2017年8月10日閲覧。
19. ↑  Alasdair., Whyte (2013年11月22日). “Second G650 trades”.   Corporate Jet Investor. 2017年8月10日閲覧。
20. ↑  Pope, Stephen (2015年3月13日). “Gulfstream G650 Wins Collier Trophy”.   Flying Magazine. 2017年8月10日閲覧。
21. ↑  Trimble, Stephen (2014年5月22日). “Gulfstream to pitch G650 for JSTARS replacement”.   Flightglobal.com. 2017年8月10日閲覧。
22. ↑  “Rolls-Royce presents BR725 engine to power new Gulfstream G650”.   Rolls-Royce (2008年3月13日). 2017年8月10日閲覧。
23. 1 2  Graham, Warwick (2008年3月13日). “Gulfstream G650 - in the cockpit”.   Flightglobal.com. 2017年8月10日閲覧。
24. ↑  “Gulfstream G650 Specifications page”.   Gulfstream. 2017年8月10日閲覧。
25. ↑  Lynch, Kerry (2015年10月15日). “Gulfstream Expansion Spurs Production Evolution”.   AINonline. 2017年8月10日閲覧。
26. ↑  Pope., Stephen (2014年4月23日). “Fly by Wire: Fact versus Science Fiction”.   Flying Magazine. 2017年8月10日閲覧。
27. 1 2  David, Donald (2014年5月19日). “G650ER To Go Extra Miles, Available New Or Retrofit”.   AINonline. 2017年8月10日閲覧。
28. ↑  Trautvetter, Chad (2014年11月18日). “Gulfstream' s 7,500-nm G650ER Enters Service”.   AINonline. 2017年8月10日閲覧。
29. ↑  “Longer-ranging Gulfsteam G650ER visits Melbourne on record-breaking flight”.   Austrarian Aviation (2014年5月20日). 2017年8月10日閲覧。
30. ↑  Trautvetter, Chad (2015年2月18日). “Gulfstream G650ER Shows Off Long Legs on Global Flight”.   AIN online. 2019年10月23日閲覧。
31. ↑  Sarsfield, Kate (2019年7月11日). “PICTURE: Gulfstream G650ER claims record for polar circumnavigation”.   FlightGlobal. 2019年7月30日閲覧。
32. ↑  George, Fred (2014年5月19日). “Gulfstream Announces G650ER”.   'Aviation Week. 2017年8月10日閲覧。
33. ↑  Trautvetter, Chad (2020年2月14日). “Gulfstream G700 Begins Flight Testing”.   AIN online. 2020年2月24日閲覧。
34. ↑  “GULFSTREAM G700 EARNS FAA CERTIFICATION” (英語).   GULFSTREAM AEROSPACE (2024年3月29日). 2024年4月20日閲覧。
35. ↑  “GULFSTREAM G700 EARNS EASA CERTIFICATION” (英語).   GULFSTREAM AEROSPACE (2024年5月15日). 2024年5月19日閲覧。
36. 1 2  “Crash During Experimental Test Flight, Gulfstream Aerospace Corporation GVI (G650), N652GD, Roswell, New Mexico, April 2, 2011” (PDF).   US National Transportation Safety Board. pp. 34-52 (2012年10月10日). 2017年8月10日閲覧。
37. ↑  Ostrower, Jon (06 April, 2011). “G650 was at high angle of attack prior to accident”.   FlightGlobal. 2017年8月10日閲覧。
38. ↑  John, Croft (2012年5月11日). “Two wing-drop incidents preceded G650 crash – NTSB”.   FlightGlobal. 2017年8月10日閲覧。
39. ↑  IISS 2024, p. 493.
40. 1 2  “G650ER” (英語). Gulfstream Aerospace. 2024年4月20日閲覧。